# Alderneyboskap

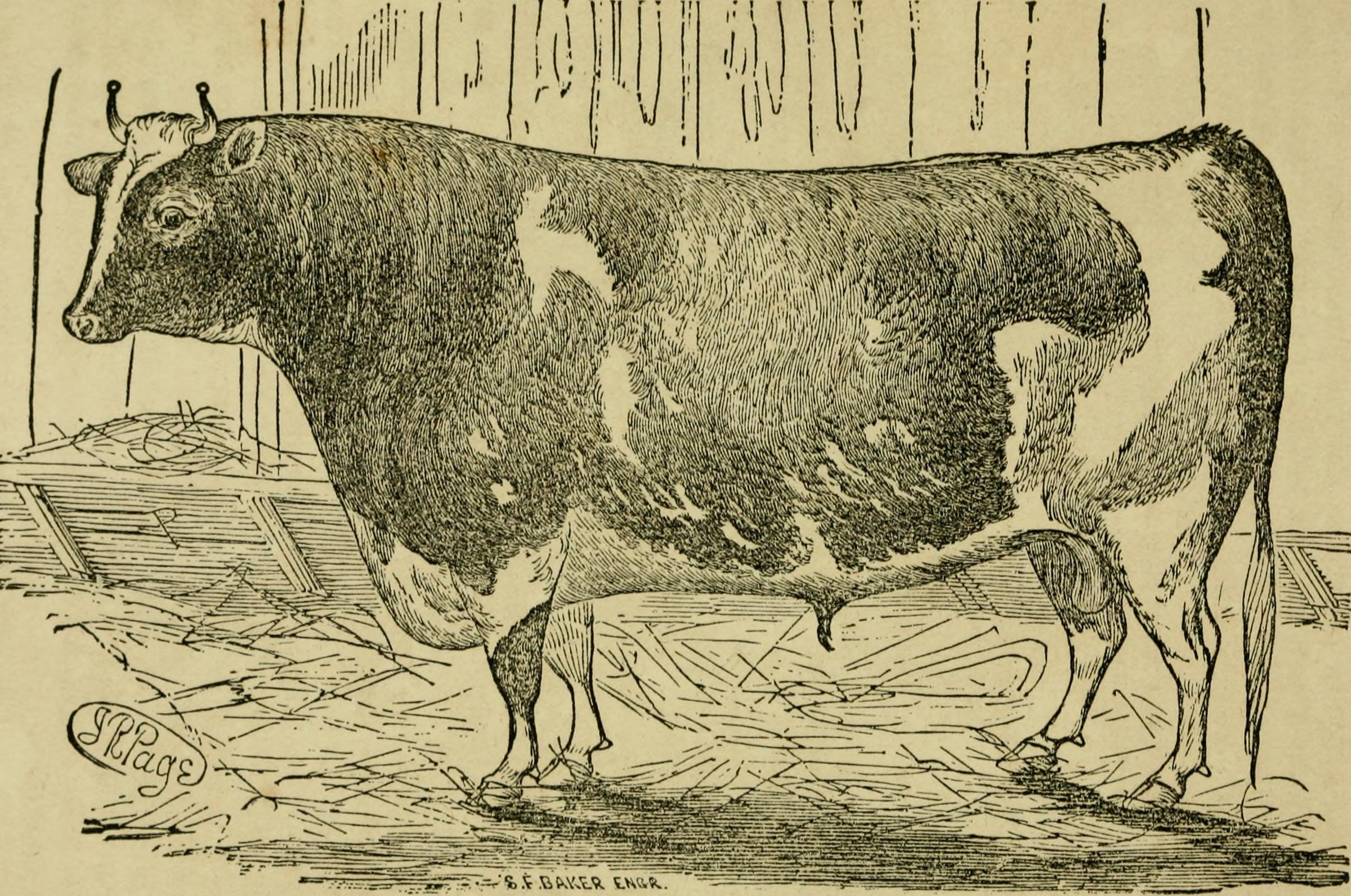
Tjur av Alderneyras avbildad 1860.

Alderney var en koras som ursprungligen kom från den brittiska kanalön Alderney.

## Beskrivning
Renrasiga Alderney-kor var mindre och slankare jämfört med boskapen från de andra Kanalöarna och i vissa avseenden var de mer lika hjortar än nötkreatur. De var läraktiga djur och följde fogligt även barn på väg till eller från betet. Deras mjölk var fettrik och lämplig för smörproduktion.

## Utdöende
Merparten av den renrasiga Alderney-boskapen flyttades på sommaren 1940 från Alderney till Guernsey, eftersom ön var ockuperad av tyskarna och det var svårt för de få kvarvarande öborna att mjölka dem. På Guernsey korsades boskapen med lokal boskap. De få återstående renrasiga korna på Alderney slaktades och åts av tyskarna 1944.